# Liar (álbum de The Jesus Lizard)
Liar es el tercer álbum de estudio de la banda norteamericana de rock alternativo, The Jesus Lizard, fue lanzado en 1992 por Touch and Go Records. El álbum es considerado como uno de los mejores trabajos de la banda: de acuerdo con Mark Demlinkg de All Music "Liar no es el álbum ni más raro ni el más salvaje de The Jesus Lizard, pero tranquilamente puede ser el más fuerte, y tal vez la mejor." El arte de portada es la pintura "Allegory of Death" de Malcolm Bucknall, quien también proporcionó el arte para el álbum Down y para el sencillo-split "Puss/Oh, the Guilt" el cual Jesus Lizard lanzó en conjunto con Nirvana. Este trepo el puesto #58 en una crítica de los mejores álbumes de la década de 1990 según la revista en línea Pitchfork Media.

## Lista de canciones
Todas las canciones escritas y compuestas por The Jesus Lizard, excepto donde lo indica. 
| N.º | Título                    | Duración |  |
| 1.  | «Boilermaker»             | 2:14     |  |
| 2.  | «Gladiator»               | 3:59     |  |
| 3.  | «The Art of Self-Defense» | 2:38     |  |
| 4.  | «Slaveship»               | 4:12     |  |
| 5.  | «Puss»                    | 3:19     |  |
| 6.  | «Whirl»                   | 4:19     |  |
| 7.  | «Rope»                    | 2:18     |  |
| 8.  | «Perk»                    | 2:30     |  |
| 9.  | «Zachariah»               | 5:42     |  |
| 10. | «Dancing Naked Ladies»    | 2:56     |  |

## Reedición Remasterizada
| Deluxe Remastered Reissue |                                   |          |  |
| N.º                       | Título                            | Duración |  |
| 11.                       | «blank track»                     | 0:09     |  |
| 12.                       | «Wheelchair Epidemic» (The Dicks) | 2:11     |  |
| 13.                       | «Dancing Naked Ladies»            | 3:02     |  |
| 14.                       | «Gladiator»                       | 3:58     |  |
| 15.                       | «Boilermaker»                     | 2:21     |  |